# Quartiere 5 (Firenze)
Il quartiere 5 (Rifredi) è un quartiere del capoluogo di regione della Toscana Firenze. Ne fanno parte le zone di Castello con la sua piana, Le Panche, Le Piagge, via Pistoiese, Il Poggetto, il rione Lippi-Tre Pietre, Firenze Nova, Novoli, Careggi, Piazza Pietro Leopoldo, Rifredi, Piazza Dalmazia, viale Giovanni Battista Morgagni, il rione Romito, Statuto, Ponte di Mezzo, Villaggio Forlanini, Piazza della Vittoria e i borghi storici di Brozzi, Peretola e Quaracchi.

## Primo embrione: il rione Rifredi-Romito-Vittoria
Il rione della Vittoria a Firenze fu chiamato così nel primo dopoguerra, per poi divenire, nel 1927 — circa — il Rione Romito-Vittoria per la vicinanza con la zona del Romito, dove c'era fino dal 1925 la Chiesa dei Frati Cappuccini, con funzioni di Asilo Mortuario (ed era inclusa la via del Romitino). Questo rione, nel 1927, era compreso a Nord, dal Ponte Rosso a Rifredi e, da Levante verso Ponente, dal Pellegrino al Romito, comprendendo un'area di circa quattro chilometri quadri, con una popolazione di quasi ventimila abitanti, con otto opifici industriali, undici officine meccaniche, numerosi servizi commerciali, il grande Convento dei Cappuccini, il Museo Stibbert, la Villa Fabbricotti. Di esso oggi fanno parte anche la Chiesa dell’Immacolata, la Chiesa di San Martino a Montughi, Via Luigi Lanzi, dove c'erano le rimesse, la cucina e la torre mozzata della Villa del Vescovo, Vicolo dei Bigozzi, dove si trovavano i locali di studio, i dormitori e il muro merlato di questa villa, Piazza della Vittoria, la Stazione di Firenze Statuto, vicina a Via dello Statuto.
Il quartiere comprende anche la frazione La Lastra, che si sviluppa lungo la Via Bolognese, subito dopo la borgata del Cionfo. Qui la strada principale si biforca nelle diramazioni Vecchia e Nuova, che si ricongiungono dopo un breve percorso presso Trespiano.

## Aree urbane
Alcune zone del Quartiere 5 derivano dalla conurbazione di precedenti cittadine autonome.

## Frazioni
Al Quartiere 5 afferiscono le seguenti frazioni:
- Il Cionfo e La Pietra, piccole borgate sviluppatesi lungo la Via Bolognese, ormai già unite al territorio urbano.
- La Lastra, località alla biforcazione della Via Bolognese, che diventa Vecchia e Nuova, ricca di ville e con una meravigliosa vista sulla collina di Fiesole.
- Ruffignano, di fronte alla collina di Careggi e vicino alla frazione di Serpiolle, in una pregiatissima zona al confine con il comune di Sesto Fiorentino.
- Serpiolle, tra le colline di Careggi e Ruffignano, è una piccola borgata situata in una tranquilla vallata
- Trespiano, alla confluenza delle precedenti biforcazioni della Via Bolognese, è situata in una soleggiata zona collinare. È nota soprattutto per la presenza del più grande cimitero comunale fiorentino.
- Montughi, borgata collinare con il convento dei Frati Cappuccini e la chiesa dell'Immacolata.
- Il Poggetto, borgata di collina, ormai unita al territorio urbano, compresa tra via Taddeo Alderotti e via Michele Mercati, verso il convento dei Frati Cappuccini. Il nome è quasi caduto in disuso. Nel linguaggio parlato la zona viene infatti assimilata a Careggi o Rifredi.